# Le Cri du peuple (bande dessinée)
Pour les articles homonymes, voir Le Cri du peuple.
Le Cri du peuple est une série de bande dessinée française en noir et blanc de Jacques Tardi, publiée par Casterman en quatre volumes sortis entre 2001 et 2004. Elle est adaptée du roman de même nom de Jean Vautrin, paru en 1998.

## Synopsis
L'action plonge en 1871 pendant la Commune de Paris. L'intrigue suit les aventures de différents personnages pris dans la tourmente des événements : le capitaine Antoine Tarpagnan, passé du côté communard et amoureux de Caf’Conc’ ; Caf' Conc', une prostituée et chanteuse parisienne de cabaret, aux mains d'un proxénète puis témoin de la Commune ; Grondin, ancien bagnard à la recherche de Tarpagnan qu'il pense être le meurtrier de sa fille adoptive ; Hippolyte Barthélémy, policier avide d'avancement tentant de résoudre son enquête. Il fait aussi apparaître des personnes réelles mêlées à la Commune, notamment Jules Vallès et Louise Michel, tous deux communards ainsi que, plus brièvement, Georges Clemenceau, maire de Montmartre en 1871 qui tente de secourir le premier mort de la Commune, Germain Turpin, ou Gustave Courbet, peintre.
Des événements historiques sont relatés, comme l'abattement de la colonne Vendôme, symbole du bonapartisme, le soulèvement du 18 mars, les incendies allumés par les communards, comme celui de l'Hôtel de Ville.
Ces personnages et leurs parcours sont surtout un prétexte pour raconter l'histoire de la Commune de Paris, les espoirs qu'elle a suscités et la répression qui s'est abattue sur les communards (ou « communeux ») lors de la Semaine sanglante.

## Albums
1. Les Canons du 18 mars (2001)
2. L'Espoir assassiné (2002)
3. Les Heures sanglantes (2003)
4. Le Testament des ruines (2004)

Les Canons du 18 mars a reçu l'Alph-Art du meilleur dessin et l'Alph-Art du public à Angoulême en 2002.

## Éditeurs
- Casterman : Tomes 1 à 4 (première édition des tomes 1 à 4).